# Francisc Zavoda
Francisc Zavoda (n. 14 aprilie 1927, Rodna, Bistrița-Năsăud, România – d. iulie 2011) a fost un fotbalist român, care a jucat la Echipa națională de fotbal a României. Era fratele mai mare al lui Vasile Zavoda. A avut 200 de meciuri și 43 de goluri marcate în Divizia A. Cu Steaua București a câștigat cinci titluri, 1951, 1952, 1953, 1956, 1959-60, și de patru ori Cupa României, în 1950, 1951, 1952, 1955.